# Собор Христа Царя (Атланта)
 Собор Христа Царя (англ. Cathedral of Christ the King) — католическая церковь, находящаяся в городе Атланта, штат Джорджия (США). Церковь является кафедральным собором архиепархии Атланты.

## История
Церковь Христа Царя в Атланте была построена в 1939 году. Первоначально этот храм был приходской церковью. Церковь построена в неоготическом стиле. 5 января 1937 года Римский папа Пий XI учредил епархию Саванны-Атланты и церковь Христа Царя была возведена в ранг кафедрального собора.
В настоящее время собор Христа Царя в Атланте является одним из десяти крупнейших католических приходов США. На территории прихода находится учебное заведение, в котором обучается примерно около восемьсот учащихся.